# Antonio Salinas
Antonio Salinas es un bailarín, coreógrafo y actor cuya carrera ha logrado que su nombre haya sido colocado en las marquesinas de los mayores teatros de México. Ha estudiado y colaborado con artistas mexicanos e internacionales, además, ha ejercido como docente en muchas universidades en su país natal y en el extranjero. En 1999 fue nombrado uno de los mejores bailarines de México por la Zona de Danza.

## Preparación
Salinas estudió danza en México y en Estados Unidos. Se graduó en la Escuela Nacional de Danza Clásica y Contemporánea de México, después estudió en la universidad de Palucca Schule Dresden Hochschule en Alemania y posteriormente en el Movement Research de Nueva York.  Asimismo, se instruyó en el ámbito de la actuación bajo la guía de expertos como Iñaki Aspillaga, Mikel Schumacher, David Zambrano, Ori Foening, Nancy Stark Smith, Andrew Harwood, Lutz Foster, Dharly Thomas, Sondra Loring, Paul Backer, Maria Huesca, Gabrielle Staiger y Patricia Cardona.

## Su carrera en las artes
Salinas ha colaborado como actor, coreógrafo, bailarín, entrevistador y guionista en diversas organizaciones mexicanas e internacionales. Ha escrito varias series de espectáculos interpretados por una  sola persona, los cuales han sido presentados en diversos festivales en Estados Unidos, México, Guatemala, Colombia, Venezuela, Brasil, Alemania España e India.  Ha realizado la coreografía para eventos como el  Festival Internacional Cervantino, para solistas de la Compañía Nacional de Danza de México, la  Escuela Superior de Danza of Monterrey y para obras dirigidas por  Mauricio García Lozano y Luis de Tavira. También ha trabajado con directores internacionales tales como Elena Fokina, Laura Arís y Germán Jáuregui. Durante los  2000’s logró aparecer en la mayoría de las marquesinas de los teatros principales de México.
En 1999 colaboró con Alicia Sánchez  en la obra Esperando a Godot y con Beckett en Llenando el silencio.  Entre sus más relevantes obras encontramos: Las casualidades de Benjamín (1999), Lucas Lucan (2000), Aeropuerto, Toneladas de luz (2004) y una pieza teatral nombrada O44 55 Disección de corazones , la cual sobresale por su uso simultáneo del lenguaje, la danza, la actuación y la pintura.  Este fue uno de los mayores éxitos de Salinas, el cual fue patrocinado por el Instituto Nacional de Bellas Artes (INBA) como parte de las series de teatro alternativo. Uno de sus trabajos recientes es La fiebre del oso polar, éste es una obra híbrida que pretende tener una audiencia que reflexione acerca de cómo es que la inteligencia humana afecta al mundo que la rodea. También intenta mostrar que los humanos comparten muchas características con otros seres vivos, incluso con la espinaca. Esta pieza contiene danza, canto, teatro y video. Dicho trabajo fue representado en el  Festival Internacional Cervantino en el 2011.
Salinas ha ganado premios como el Premio de San Luis en el 2006 por mejor obra teatral; Mejor Bailarín en el XXVII Festival Internacional de Danza Lila López; Mejor Actor de Monólogo por el AMCT en el 2005; el Premio Miguel Covarrubias de la Universidad de Colima en el 2005; Mejor Coreógrafo en la competición de Jóvenes Coreógrafos en el 2002 y el Mejor Bailarín en el XIX Premio de Danza Nacional otorgado por el INBA-UNAM.  Fue nombrado uno de los más importantes coreógrafos y uno de los mejores bailarines de México por el centro de ballet y arte de la Zona de Danza en 1999.

## Su carrera como docente
Salinas ha trabajado como profesor en la Escuela Superior de Danza de Monterrey, en el Centro Dramático de Michoacán y ha sido parte de la facultad de la Casa del Teatro del Palacio de Bellas Artes. También ha ejercido como docente en la Universidad de los Andes de Venezuela, la Universidad Nacional de Colombia, la Escuela Nacional de Drama en Nueva Delhi, la Universidad Autónoma de Chihuahua, la Universidad de Colima y en la UNAM. Salinas ha presentado espectáculos de danza y teatro en festivales de diversos  países como Estados Unidos, España, India y Brasil. También ha realizado coreografías para la Compañía Nacional de Danza de México, la Compañía Nacional de Teatro de México y la Compañía Nacional de Ópera de México.